# Xanthoparmelia huttonii
Xanthoparmelia huttonii är en lavart som först beskrevs av Louwhoff & Elix, och fick sitt nu gällande namn av Elix. Xanthoparmelia huttonii ingår i släktet Xanthoparmelia och familjen Parmeliaceae.   Inga underarter finns listade i Catalogue of Life.